# Scintharista formosana
Scintharista formosana är en insektsart som beskrevs av Willy Adolf Theodor Ramme 1941. Scintharista formosana ingår i släktet Scintharista och familjen gräshoppor. Inga underarter finns listade i Catalogue of Life.